# Brunei i olympiska sommarspelen 2020
Brunei deltog med en trupp på två idrottare vid de olympiska sommarspelen 2020 i Tokyo som hölls mellan den 23 juli och 8 augusti 2021 efter att ha blivit framflyttad ett år på grund av coronaviruspandemin. Det var sjunde sommar-OS som Brunei deltog vid. Ingen av landets deltagare erövrade någon medalj.

## Friidrott
Förkortningar
- Notera– Placeringar avser endast det specifika heatet.
- Q = Tog sig vidare till nästa omgång
- q = Tog sig vidare till nästa omgång som den snabbaste förloraren eller, i teknikgrenarna, genom placering utan att nå kvalgränsen
- i.u. = Omgången fanns inte i grenen
- Bye = Idrottaren behövde inte tävla i omgången

Gång- och löpgrenar
| Idrottare                   | Gren            | Heat  | Heat      | Semifinal        | Semifinal        | Final            | Final            |
| Idrottare                   | Gren            | Tid   | Placering | Tid              | Placering        | Tid              | Placering        |
| --------------------------- | --------------- | ----- | --------- | ---------------- | ---------------- | ---------------- | ---------------- |
| Muhd Noor Firdaus Ar-Rasyid | Herrarnas 200 m | 21,83 | 7         | Gick inte vidare | Gick inte vidare | Gick inte vidare | Gick inte vidare |

## Simning
| Idrottare          | Gren                     | Heat    | Heat      | Semifinal        | Semifinal        | Final            | Final            |
| Idrottare          | Gren                     | Tid     | Placering | Tid              | Placering        | Tid              | Placering        |
| ------------------ | ------------------------ | ------- | --------- | ---------------- | ---------------- | ---------------- | ---------------- |
| Muhammad Isa Ahmad | Herrarnas 100 m bröstsim | 1.08,65 | 47        | Gick inte vidare | Gick inte vidare | Gick inte vidare | Gick inte vidare |